# US Open 1972
Die 92. US Open 1972 waren ein Tennis-Rasenplatzturnier der Klasse Grand Slam, das von der ITF veranstaltet wurde. Es fand vom 28. August bis 10. September 1972 in Forest Hills, New York, Vereinigte Staaten statt.
Titelverteidiger im Einzel waren Stan Smith bei den Herren sowie Billie Jean King bei den Damen. Im Herrendoppel waren John Newcombe und Roger Taylor, im Damendoppel Rosemary Casals und Judy Dalton und im Mixed Billie Jean King und Owen Davidson  die Titelverteidiger.

## Herreneinzel

### Setzliste
| Nr. | Spieler       | Erreichte Runde |
| --- | ------------- | --------------- |
| 01. | Stan Smith    | Viertelfinale   |
| 02. | Ken Rosewall  | 3. Runde        |
| 03. | Rod Laver     | Achtelfinale    |
| 04. | Ilie Năstase  | Sieg            |
| 05. | John Newcombe | 4. Runde        |
| 06. | Arthur Ashe   | Finale          |
| 07. | Tom Okker     | 4. Runde        |
| 08. | Jan Kodeš     | 3. Runde        |

| Nr. | Spieler        | Erreichte Runde |
| --- | -------------- | --------------- |
| 09. | Marty Riessen  | 4. Runde        |
| 10. | Manuel Orantes | 4. Runde        |
| 11. | Cliff Drysdale | Achtelfinale    |
| 12. | Cliff Richey   | Halbfinale      |
| 13. | Bob Lutz       | Achtelfinale    |
| 14. | Andrés Gimeno  | Achtelfinale    |
| 15. | Jimmy Connors  | 2. Runde        |
| 16. | Bob Hewitt     | Achtelfinale    |

## Dameneinzel

### Setzliste
| Nr. | Spielerin        | Erreichte Runde |
| --- | ---------------- | --------------- |
| 01. | Billie Jean King | Sieg            |
| 02. | Evonne Goolagong | Achtelfinale    |
| 03. | Chris Evert      | Halbfinale      |
| 04. | Rosie Casals     | Viertelfinale   |

| Nr. | Spielerin      | Erreichte Runde |
| --- | -------------- | --------------- |
| 05. | Margaret Court | Halbfinale      |
| 06. | Nancy Richey   | 1. Runde        |
| 07. | Françoise Dürr | Achtelfinale    |
| 08. | Virginia Wade  | Viertelfinale   |

## Herrendoppel

### Setzliste
| Nr. | Paarung                  | Erreichte Runde |
| --- | ------------------------ | --------------- |
| 01. | Tom Okker Marty Riessen  | Achtelfinale    |
| 02. | Bob Hewitt Frew McMillan | 1. Runde        |
| 03. | Roy Emerson Rod Laver    | Achtelfinale    |
| 04. | Arthur Ashe Bob Lutz     | 1. Runde        |

| Nr. | Paarung                     | Erreichte Runde |
| --- | --------------------------- | --------------- |
| 05. | Stan Smith Erik van Dillen  | Halbfinale      |
| 06. | Cliff Drysdale Roger Taylor | Sieg            |
| 07. | Ilie Năstase Manuel Orantes | Halbfinale      |
| 08. | Ken Rosewall Fred Stolle    | Achtelfinale    |

## Damendoppel

### Setzliste
| Nr. | Paarung                       | Erreichte Runde |
| --- | ----------------------------- | --------------- |
| 01. | Rosie Casals Billie Jean King | Halbfinale      |
| 02. | Margaret Court Virginia Wade  | Finale          |
| 03. | Evonne Goolagong Lesley Hunt  | Halbfinale      |
| 04. | Françoise Dürr Betty Stöve    | Sieg            |

## Mixed

### Setzliste
| Nr. | Paarung                        | Erreichte Runde |
| --- | ------------------------------ | --------------- |
| 01. | Ilie Năstase Rosie Casals      | Finale          |
| 02. | Marty Riessen Margaret Court   | Sieg            |
| 03. | Owen Davidson Billie Jean King | Halbfinale      |
| 04. | Frew McMillan Virginia Wade    | 1. Runde        |

| Nr. | Paarung                       | Erreichte Runde |
| --- | ----------------------------- | --------------- |
| 05. | Bob Maud Betty Stöve          | Viertelfinale   |
| 06. | Dennis Ralston Françoise Dürr | Achtelfinale    |
| 07. |                               | Rückzug         |
| 08. |                               | Rückzug         |